# Aliyah Boston

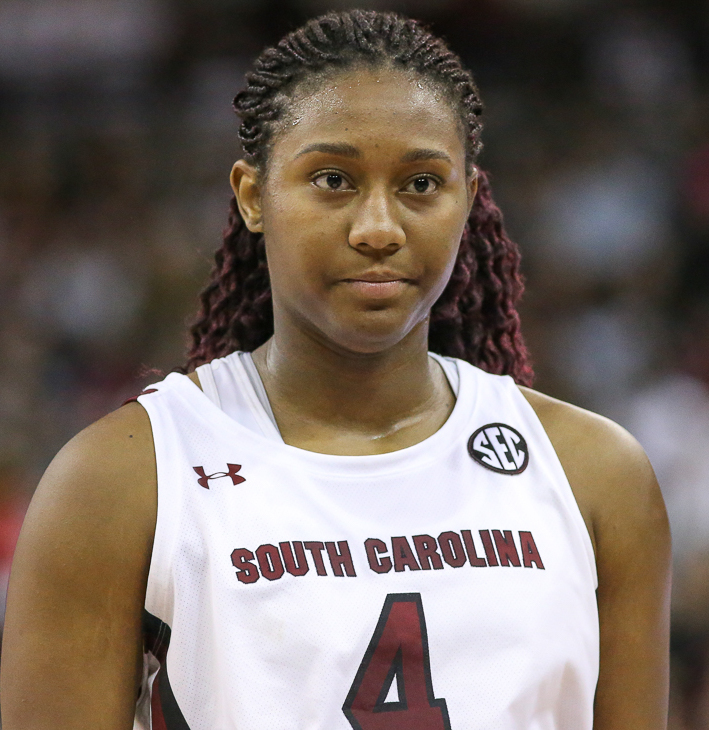
Boston w barwach South Carolina Gamecocks (2020)

Aliyah Alisa Boston (ur. 11 grudnia 2001 na wyspie Saint Thomas) – amerykańska koszykarka, występująca na pozycjach silnej skrzydłowej lub środkowej, od 2023 zawodniczka Indiany Fever, w WNBA.
W 2019 wystąpiła w meczu gwiazd amerykańskich szkół średnich McDonald’s All-American. Wybrano ją także kilkukrotnie najlepszą koszykarką szkół średnich stanu Massachusetts (USA Today Player of the Year – 2019, Gatorade Massachusetts Player of the Year – 2017–2019).

## Osiągnięcia
Stan na 17 marca 2024, na podstawie, o ile nie zaznaczono inaczej.

### NCAA
- Mistrzyni:
  - NCAA (2022)
  - turnieju konferencji Southeastern (SEC – 2020, 2021, 2023)
  - sezonu regularnego SEC (2020, 2022, 2023)
- Uczestniczka rozgrywek NCAA Final Four (2021–2023)
- Most Outstanding Player (MOP=MVP) turnieju NCAA (2022)
- Koszykarka roku:
  - im. Naitmitha (2022)
  - im. Johna R. Woodena (2022)
  - według:
    - USBWA (2022)
    - Associated Press (2022)

  - konferencji SEC (2022, 2023)
  - Academic All-American of the Year (2021, 2022)
- Defensywna zawodniczka roku:
  - NCAA im. Naismitha (2022, 2023)
  - konferencji SEC (2020–2023)
- Najlepsza pierwszoroczna zawodniczka NCAA według:
  - USBWA (2020)
  - WBCA (2020)
- MVP turnieju konferencji SEC (2022, 2023)
- Laureatka nagród:
  - Wade Trophy (2022)
  - Lisa Leslie Award (2020–2023)
  - Honda-Broderick Cup (2022)
  - Honda Sports Award (2022)
  - Honda Cup Collegiate Woman Athlete of the Year (2022)
  - SEC Female Athlete of the Year (2022)
- Zaliczona do:
  - I składu:
    - All-American (2021–2023)
    - NCAA Final Four (2022)
    - SEC (2020–2023)
    - defensywnego SEC (2020–2023)
    - turnieju:
      - regionalnego NCAA (2021 Hemisfair; 2022 Greensboro; 2023 Greenville 1)
      - SEC (2021–2023)

  - II składu All-American (2020 przez AP, USBWA)
  - składu SEC Academic Honor Roll (2020–2023)
- Liderka:
  - NCAA w liczbie zbiórek (2021 – 357, 2022 – 462)
  - SEC w: 
    - liczbie:
      - zbiórek (2021 – 357, 2022 – 462)
      - bloków (2020 – 86, 2023 – 73)
      - celnych rzutów z gry (2022 – 239)

    - skuteczności rzutów z gry (2020 – 60,8 %, 2022 – 54,2 %)

### WNBA
- Debiutantka roku WNBA (2023)
- Uczestniczka WNBA All-Star Game (2023)
- Zaliczona do I składu debiutantek WNBA (2023)
- Liderka WNBA w skuteczności rzutów z gry (2023)

### Reprezentacja

#### Seniorska
- Mistrzyni Ameryki (2021)

#### Młodzieżowe
5x5
- Mistrzyni:
  - świata:
    - U–19 (2019)
    - U–17 (2018)

  - Ameryki U–16 (2017)
- MVP mistrzostw Ameryki U–16 (2017)
- Zaliczona do I składo mistrzostw:
  - świata U–17 (2018)
  - Ameryki U–16 (2017)

3x3
- Mistrzyni igrzysk olimpijskich młodzieży (2018)